# Stevie at the Beach
Stevie at the Beach è un album di Stevie Wonder, pubblicato dalla Tamla (Motown) nel 1964.

## Tracce
1. Castles in the Sand (Hal Davis, Mack Gordon, Matt O'Brien, Frank Wilson)
2. Ebb Tide (Robert Maxwell, Carl Sigman)
3. Sad Boy
4. Red Sails in the Sunset (Hugh Williams)
5. The Beachcomber
6. Castles in the Sand (Instrumental) (Hal Davis, Mack Gordon, Matt O'Brien, Frank Wilson)
7. Happy Street
8. The Party at the Beach House
9. Hey Harmonica Man (Marty Cooper, Lou Josie)
10. Beachstomp
11. Beyond the Sea (Charles Trenet, Jack Lawrence)